# Sumer Singh
Sumer Singh (Mehrangarh, 14 gennaio 1898 – Jodhpur, 3 ottobre 1918) fu maharaja di Jodhpur dal 1911 al 1918.

## Biografia

### I primi anni
Sumer Singh nacque il 14 gennaio 1898 a Mehrangarh, Jodhpur, figlio primogenito del maharaja Sardar Singh e della sua prima moglie, la maharani Lakhsman Kanwarji Maji Sahiba. Nel marzo del 1911, all'età di 13 anni, succedette al trono di Jodhpur alla morte di suo padre, e prestò servizio come paggio d'onore a Giorgio V del Regno Unito nel Delhi Durbar che si tenne in quello stesso anno in India.
Educato al Mayo College di Ajmer ed al Wellington College nel Berkshire, regnò per cinque anni sotto la reggenza del suo prozio, il generale maharaja sir Pratap Singh di Idar, che aveva abdicato al trono di Idar per supervisionare la reggenza di Jodhpur.

### Servizio in tempo di guerra
Allo scoppio della prima guerra mondiale, il giovane maharaja si iscrisse come volontario per combattere nel British Army ove ottenne il grado di tenente e venne ammesso nell'ottobre del 1914. Il 26 febbraio 1916, un mese dopo aver raggiunto la maggiore età, Sumer Singh ottenne i pieni poteri di reggenza dal viceré, Lord Hardinge, in persona. Poco dopo, lasciò l'India per i campi di battaglia del fronte occidentale, guidando i lanceri del Jodhpur in combattimento in Francia e nelle Fiandre. Venne promosso al rango di maggiore nel 1917. Per il servizio prestato venne decorato con la croce di cavaliere commendatore dell'Ordine dell'Impero Britannico nel 1918.
Il maharaja tornò a Jodhpur all'inizio del 1918, ma morì il 3 ottobre di quello stesso anno di polmonite al palazzo di Ratanada. Venne cremato a Mehrangarh. Avendo avuto solo una figlia femmina, alla sua morte venne succeduto dal fratello minore, Umaid Singh.

## Matrimonio e figli
Il 9 dicembre 1915 sposò Pratapha Kanwarji Maji Sahiba, figlia di Kumar Jivansinhji Jhalamsinhji Sahib di Sarodar, appartenente ad un ramo della famiglia reale dei Nawanagar, e sorella del noto crickettista Ranjitsinhji. In seconde nozze, il 23 maggio 1918, sposò Umrao Kanwarji Sahiba (m. 30 novembre 1949), figlia di Thakur Shri Suraj Malji, di Sointra.
Dal primo matrimonio Sumer Singh ebbe una figlia:
- Maharajkumari Shri Kishor Kumariji Baijilal Sahiba ["Jo Didi"] (Mehrangarh, Jodhpur, 20 settembre 1916 – palazzo di Rambagh, Jaipur, 30 aprile 1958), che sposò a Jodhpur il 24 aprile 1932, come seconda moglie, il maharaja Man Singh II di Jaipur.

## Onorificenze

### Posizioni militari onorarie
| Forza militare | Unità        | Posizione  | Anno |
| -------------- | ------------ | ---------- | ---- |
| British Army   | British Army | Colonnello |      |